# Jean Hyppolite

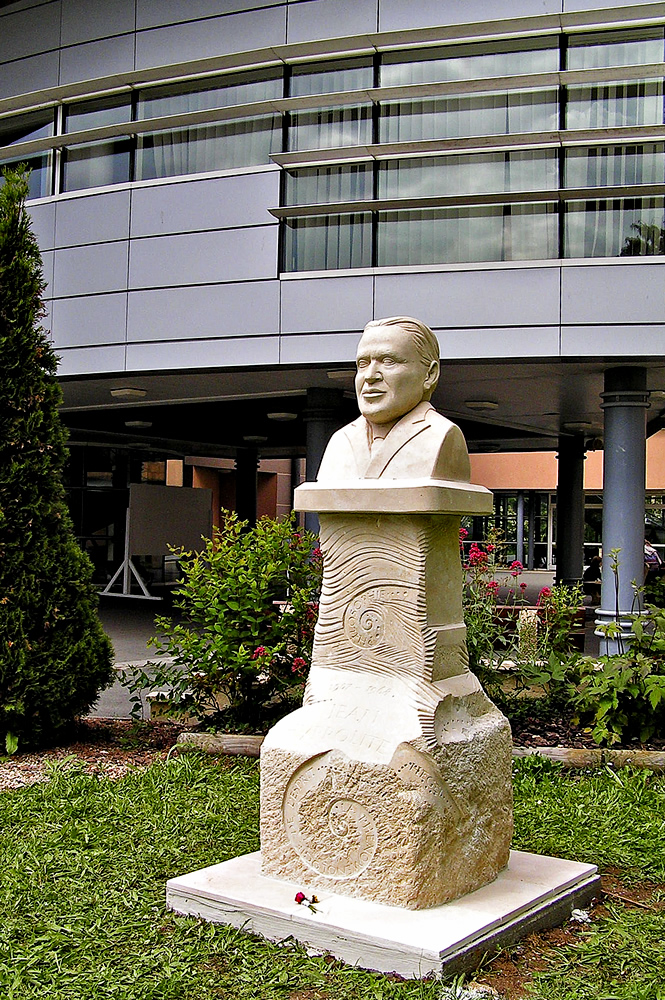
Büste von Jean Hyppolite

Jean Hyppolite (* 8. Januar 1907 in Jonzac, Frankreich; † 26. Oktober 1968 in Paris) war ein französischer Philosoph. Mit seinen Arbeiten zur Phänomenologie des Geistes trug er wesentlich zur Verbreitung der hegelschen Philosophie in Frankreich nach dem Zweiten Weltkrieg bei.
Zwischen 1939 und 1941 erschien seine Übersetzung von Hegels Phänomenologie des Geistes (La Phénoménologie de l’Esprit, Paris, Bd. I, 1939,  Bd. II, 1941), die erste Übersetzung dieses Werks ins Französische.
Nach 1945 wurde er an der Universität Straßburg Professor und veröffentlichte 1947 seinen Kommentar zur Phänomenologie (Genèse et structure de la Phénoménologie de l’Esprit de Hegel). 1949 wurde er an die Sorbonne in Paris berufen. Dort zählten Jacques Derrida, Gilles Deleuze, Jean Laplanche und Michel Foucault zu seinen Studenten. 1954 wurde er Direktor der École normale supérieure; 1963 wurde er auf den Lehrstuhl „Histoire des systèmes“ am Collège de France berufen, wo ihm 1970 Michel Foucault nachfolgte.

## Werke
- Genèse et structure de la Phénoménologie de l'esprit de Hegel, Paris 1946 (zahlreiche Nachdrucke, auch in englischer Übersetzung unter dem Titel: Genesis and Structure of Hegel's "Phenomenology of Spirit", Evanston 1974)
- Logique et existence. Essai sur la logique de Hegel, Paris 1953 (2. Auflage, Paris 1961).
- Etudes sur Marx et Hegel, Paris 1955.
- Figures de la pensée philosophique, Paris 1971, 2 vol.